# Ruyangosaurus
Il Ruyangosaurus (lucertola della contea di Ruyang ) è un genere di dinosauro sauropode titanosauriforme rinvenuto nella Formazione Haoling del Cretaceo inferiore in Cina. La specie tipo è R. giganteus, descritta nel 2009 da Lü Junchang et al.

## Descrizione
Insieme a Huanghetitan e Daxiatitan, il Ruyangosaurus è tra i dinosauri più grandi scoperti nell'Asia del Cretaceo . Nel 2016 Gregory S. Paul ha stimato una lunghezza di 30 metri (98 piedi) e un peso di oltre 50 tonnellate (55 tonnellate corte), rendendolo un "mega-sauropode".
Secondo un'altra stima, il Ruyangosaurus era probabilmente lungo circa 35 metri (115 piedi), come testimoniano il suo femore lungo 207 cm e la tibia destra lunga 127 cm.  Nel 2020 Molina-Perez e Larramendi hanno fornito una stima inferiore di 24,8 metri (81,4 piedi) e 34 tonnellate (37,5 tonnellate corte).

## Classificazione
I descrittori di Ruyangosaurus lo assegnarono ad Andesauridae. Tuttavia, Andesauridae non è monofiletico e, come tale, non è più utilizzato.
Analisi filogenetiche complete dei Titanosauriformes condotte da Philip Mannion e colleghi nel 2013 hanno scoperto che il Ruyangosaurus è in una politomia con Andesaurus e altri titanosauri basali e somphospondili quasi titanosauri, supportando l'affermazione della descrizione originale sulla prossimità filogenetica di esso e Andesaurus, sebbene non l'assegnazione tassonomica precisa, con ulteriori modifiche del set di dati che risolvono conclusioni simili. Tuttavia, non tutte le analisi filogenetiche hanno supportato la sua posizione come somfospondilo. Un set di dati filogenetici che segue la descrizione di materiale aggiuntivo per Ruyangosaurus come macronario non titanosauriforme, strettamente correlato a Yunmenglong .
L'analisi filogenetica di Mannion et al. del 2019 ha incorporato queste scoperte aggiornate nella loro analisi precedente, insieme a nuove conoscenze aggiuntive per altri taxa asiatici del Cretaceo medio considerati vicini ai Titanosauria. Hanno scoperto che il Ruyangosaurus era vicino all'Andesaurus come titanosauro basale, quando tutti i caratteri erano considerati ugualmente importanti, oppure faceva parte di un ampio clade di titanosauri primitivi potenzialmente denominato Euhelopodidae, correlato a taxa come Yongjinglong e Huanghetitan ruyangensis . Di seguito sono mostrati due alberi dei risultati, con ponderazione uguale che mostra i risultati dei titanosauri basali e le relazioni all'interno degli Euhelopodidae con ponderazione estesa implicita con una leggera riduzione del peso dei caratteri altamente variabili (k=9).

## Habitat
Il Ruyangosaurus condivideva il suo habitat con Xianshanosaurus, " Huanghetitan " ruyangensis, Yunmenglong, Luoyanggia e Zhongyuansaurus . L'orizzonte del Ruyangosaurus è stato originariamente descritto come appartenente al " Cretaceo superiore iniziale", ma recenti lavori gli hanno assegnato un'età Aptiano-Albiano sulla base del lavoro sul campo e dell'analisi di associazioni di invertebrati e microfossili.